# Иосиф Калимон
Ио́сиф Калимо́н — учёный монах Киево-Печерской лавры.
В 1647 проходил курс философии в Киево-могилянской коллегии; написал брошюру: «Новый плач на погребение прехвального Петра Могилы», по-польски «Zal ponowiony ро pogrzebie Jasnie Przwelebnego о. Piotra Mohiły» (Киев, 1647) и принимал участие в составлении известного полемического сочинения «Лифос», написанного по инициативе и под руководством Петра Могилы.
Был ревностным защитником православия и потому не пользовался симпатиями иезуитов.